# Escut de Llançà
L'escut oficial de Llançà té el següent blasonament:
Escut caironat: d'argent, 3 llances d'atzur, fustades de gules, sostingudes sobre un peu ondat d'atzur. Per timbre, una corona mural de vila.

## Història
Va ser aprovat el 17 d'abril de 1986 i publicat al DOGC el 21 de maig del mateix any amb el número 688.
Les tres llances són el senyal parlant tradicional relatiu al nom de la vila. El peu representa la mar Mediterrània, vora la qual s'aixeca Llançà.